# 国鉄ED57形電気機関車

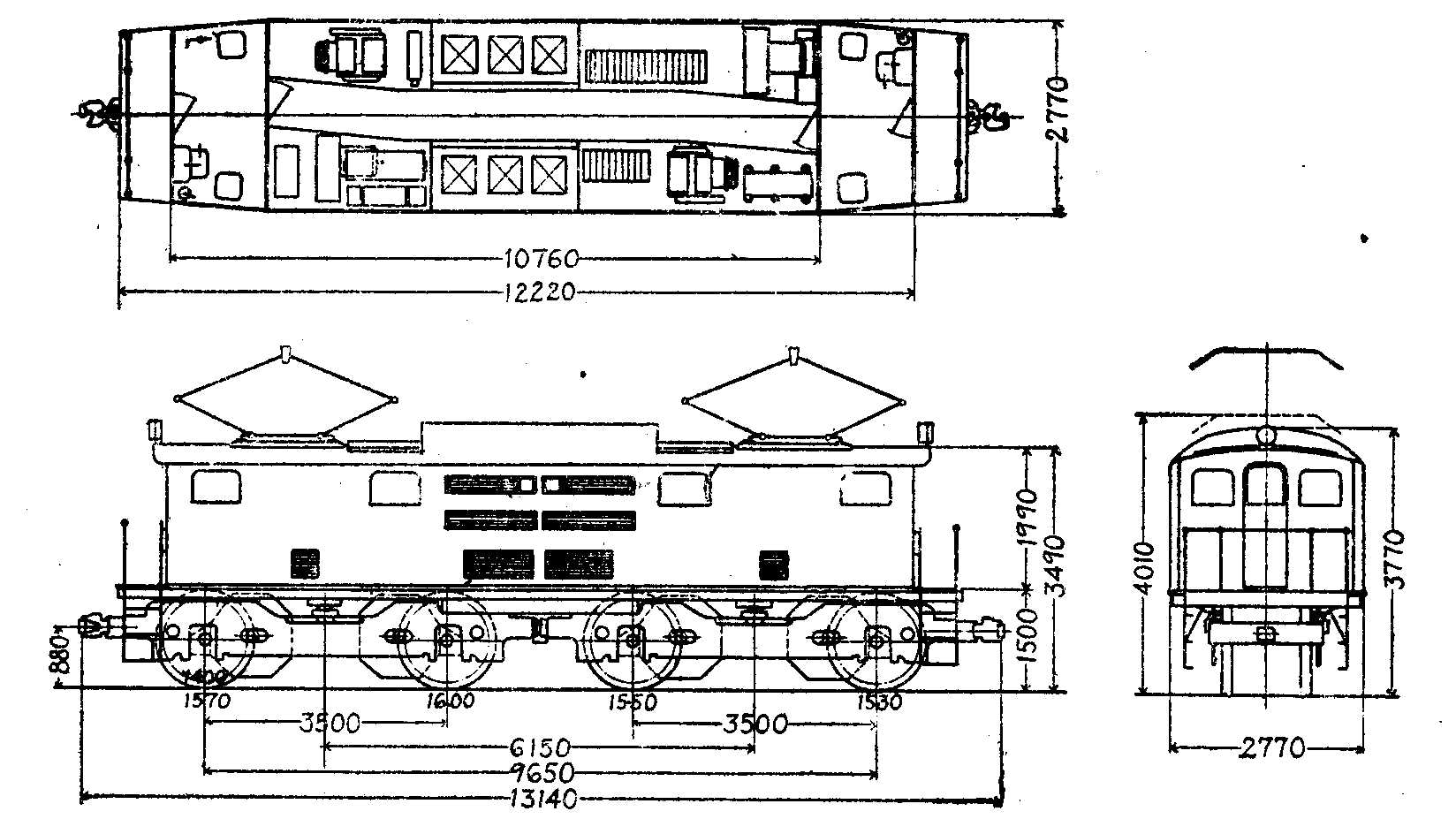
ED24形の形式図

ED57形は、日本国有鉄道（国鉄）の前身である鉄道省がドイツから輸入した直流用電気機関車である。国鉄最後の輸入電気機関車となった。

## 概要
シーメンスシュケルト社（電気部分）とボルジッヒ社（機械部分）によって1927年（昭和2年）に2両（製造番号11698，11699）が製造され、旅客列車牽引用として1928年（昭和3年）に輸入された。
車体は箱形で運転台部分の側板は幅が端部に向かって絞られており、前後にデッキを有する。車体中央部の屋根は一段高くなっており、その前後に大型のパンタグラフが設置されている。前面の運転室窓が高い位置に設けられているのが特徴的である。また、運転台のマスターコントローラーが円形のハンドル形であることも特徴である。
国鉄の電気機関車としては唯一のシーメンス製で、他には上信電鉄のデキ1形や名古屋鉄道のデキ1形、三井三池港務所のB形機が知られているが、それらはいずれも小型の凸型機で機械部分の製造者はM.A.N社であり、機械部分をボルジッヒ社で製造された本形式は希少な存在であった。
ED56形と同様に東海道本線に配置されたが、中央本線電化後は八王子機関区に移り、飯田町－八王子間で使用された。1944年（昭和19年）3月に大宮工場（現在の大宮総合車両センター）で歯車比改造を受けて貨物列車牽引用のED24形となったが、その後も同区間で使用され、1960年（昭和35年）2月に廃車された。
廃車後は2両とも解体処分され、現存しない。

## 主要諸元
（括弧内は、ED24形の諸元を示す。）
- 全長：13140mm
- 全幅：2770mm
- 全高：4010mm
- 重量：60.90t
- 電気方式：直流1500V
- 軸配置：B+B
- 主電動機：MT24形（端子電圧675V時定格出力235kW）×4基
- 歯車比（動輪）：21:76＝1:3.62（19:88＝1:4.63）
- 1時間定格出力：940kW
- 1時間定格引張力：7100kg （9830kg）
- 1時間定格速度：41km/h
- 最高運転速度：85km/h
- 動力伝達方式：歯車1段減速、吊り掛け式
- 制御方式：非重連、抵抗制御、2段組み合わせ制御、弱め界磁制御
- 制御装置：複式電磁空気単位スイッチ式
- ブレーキ方式：EL14A空気ブレーキ、手ブレーキ